# Zvon na zvonici u zřícenin minoritského kláštera v Benešově

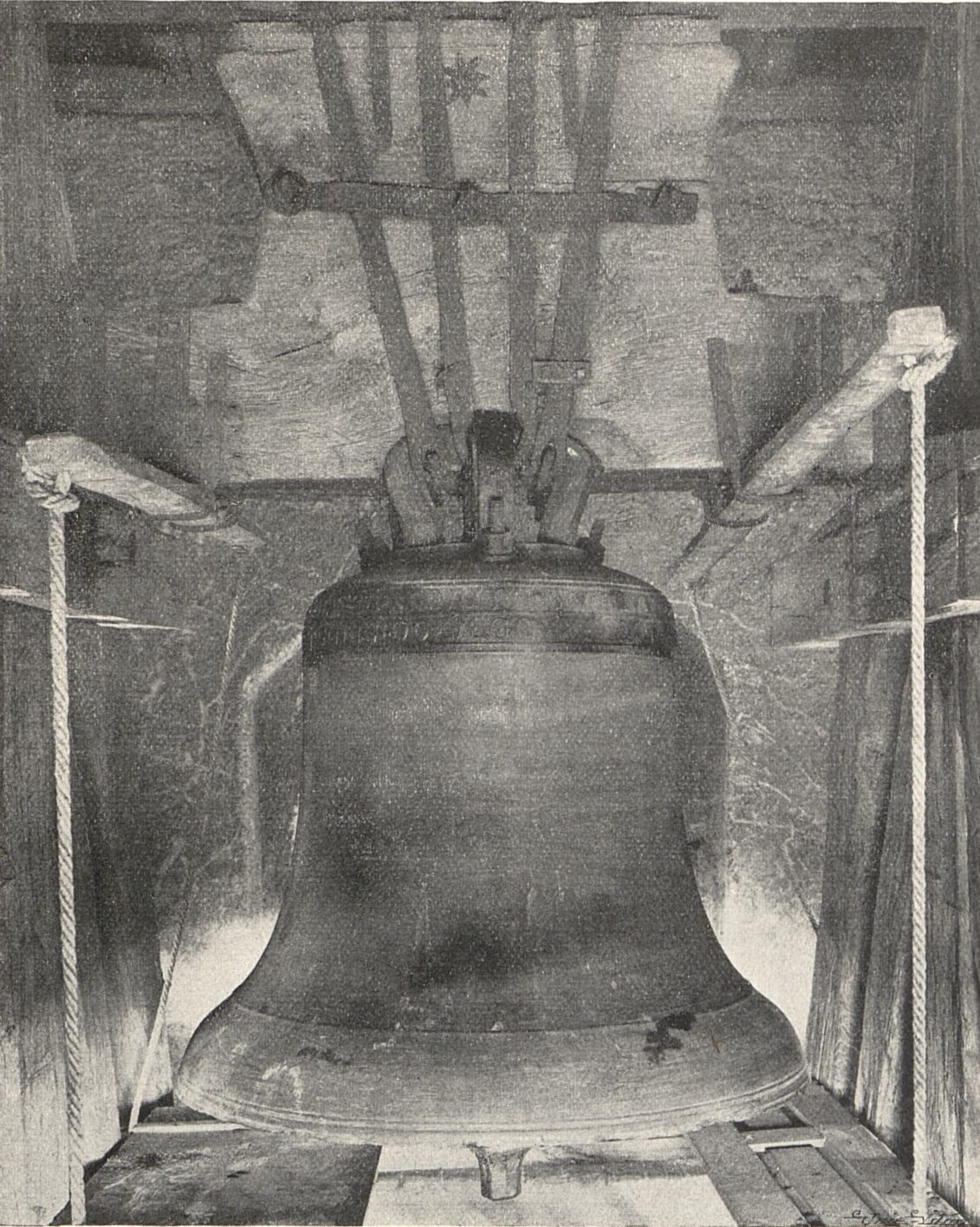
Zvon z roku 1322

Zvon z roku 1322 ze zvonice u zřícenin minoritského kláštera v Benešově vyrobil zvonař Rudger. Dolní průměr zvonu je 123 cm, nachází se na něm latinský nápis s datací. Jedná se o druhý nejstarší český zvon s datací a jeden z nejstarších zvonů se jménem zvonaře. 

## Popis zvonu
- Text Zdrávas Maria v gotické majuskuli: AVE MARIA GRATA PLENA DOMINUS TECUM, BENEDICTA TU IN MULIERIBUS ET BENEDICTUS FRUCTUS VENTRIS TUI JESUS CHRISTUS. FUSA CAMPANA A. DNI MCCCXXII RUDGER FUDIT. Tj. Zdrávas Marie milosti plna, pán s Tebou, požehnaná ty mezi ženami a požehnaný plod života Tvého, Ježíš Kristus. Slit jest tento zvon r. 1322. Rudger lil.

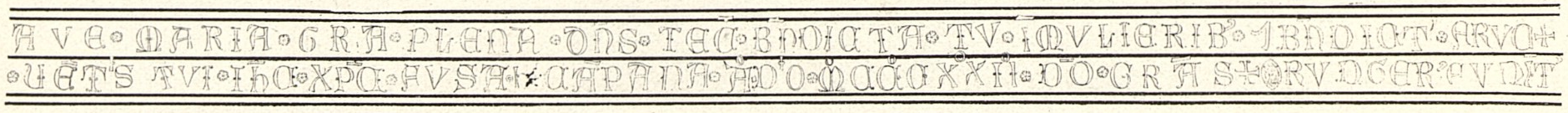
Faksimile nápisu na zvonu z r. 1322.

## Původ zvonu
Zvon byl zřejmě pořízen v souvislosti s nařízením papeže Jana XXII., který zavedl večerní zvonění k poctě Panny Marie. Následkem toho si mnohé kostely začaly pořizovat nové zvony, ovšem do dnešních dob se jich dochovala jen malá část.

## Zajímavosti
- Když byl klášter v roce 1420 pobořen husity, zvon se ztratil. Až v roce 1799 byl náhodou vyhrabán z trosek a umístěn na novou zvonici.
- V roce 1970 byl zapůjčen na výstavu Expo do Ósaky.
- Zvon se objevil na sadě poštovních známek s významnými českými zvony z roku 2005[1]